# 古宇田實
古宇田 實（こうだ みのる、1879年1月13日 - 1965年2月16日）は、日本の建築家、建築史家、庭園研究家。神戸高等工業学校校長を務めた。フレッチャー（Banister Fletcher）『建築史』の翻訳でも知られる。日本建築の研究者で東京美術学校（現東京芸術大学）での教職の後、関西に活動の場を移し、その研究を生かし奈良、京都、鎌倉などの文化財修復にあたり、また鐘楼の設計などを多く手がけている。こうした功績で勲一等に叙せられた。

## 来歴
茨城県の判事・古宇田義鼎の二男として東京に生まれる。1902年に東京帝国大学工科大学建築学科を卒業し、大学院に進む。庭園研究を師の辰野金吾に天沼俊一とともに勧められて始める。辰野は、古宇田には西洋庭園、天沼には日本庭園を勧めたという。
1905年に東京美術学校教授に就任（1929年まで務める）。1907年より文部技師を兼任。建築での代表作となる吾楽陳列所（吾楽殿）は東京美術学校関係者による吾楽会同人の作品展示場で、1911年、銀座・八官町（現在の電通銀座ビル付近）に建てられた。これは兵役服務中に病んで除隊となり、静養後の小閑を利用して満州・中国へ旅行した際に「支那趣味」に魅せられ、その結果を反映した建築で、興趣ある独特の建物だった。
この間、大阪市中央公会堂指名競技、明治神宮絵画館の懸賞競技に参加したほか、いくつかの名士の住宅や上野東照宮五重塔の修理などを手がけている。1910年の日英博覧会に出展された台徳院殿霊廟模型の制作を彫刻の高村光雲とともに監修した。
1919年には文部省留学生として建築裝飾硏究のため海外留学、インド、英国、フランス、イタリア、アメリカを回った。1922年の帰国後は神戸高等工業学校教授を兼任する。この就任は、原内閣の高等実業専門学校増設案によって学校設立と建築科設置が決まった際に、同窓の柴垣文部省建築課長が初代学校長となる廣田精一に強く推薦し、義兄の横堀博士も自身の旧友である廣田に推挙したことで実現した。ただし、東京美術学校の兼任教授として庭園の講義も持っており。神戸高等工業の学校長となるまで続いた。1929年、神戸高等工業学校校長に就任した。
1935年には、満州国·中華民国に出張した。1937年、急逝した武田五一の後任として法隆寺国宝保存工事事務所長を兼任し、国宝保存会委員となる。1938年当時は京都帝国大学の講師も兼務していた。
1945年に神戸高等工業学校を退官した。同年、神戸市復興委員嘱託となる。1947年、神戸工業専門学校名誉教授（後・神戸大学名誉教授）の称号を授与される。
その後は鎌倉に在住し、1950年に杉野学園女子短期大学学長となる。このほか、東京都立大学 (1949-2011)、京浜女子短期大学にも関係した。
この時期は主に文化財建築専門委員、鎌倉市文化財委員、神奈川県文化財委員を歴任し、品川寺の鐘楼、その他鎌倉の英勝寺、小田原勝福寺および蓮生院の修理、静岡の清水寺本堂鐘楼庫裡の建築や釣鐘の設計に携わる。信州駒ヶ根や京都の鐘匠のところへ赴くこともあったというが、元来自在画が巧妙であり鐘の形や模様など実に堂に入っていたという。
交友来客も文化財の数人を除けば多くは僧侶、尼僧達で、普段から仏教の信仰が厚く、毎日仏壇に跪き読経するほどであった。鎌倉で死去し密葬・荼毘に付され、護国寺の本葬にも建長寺、品川寺を始め東慶寺、覚恩寺、英勝寺瑞泉寺、静岡清水寺その他小田原の寺からも管長や大僧正、尼僧などが親しく参拝し読経したという。

## 作品
- 吾楽陳列所（1911年）-　関東大震災で焼失。
- カフェー・プランタン装飾（1911年）
- 東京美術学校本館
- 神戸商工会議所（1929年）- 1987年取壊し。現神戸海難審判所庁舎の位置にあった。
- 神戸松竹座
- 今川橋松屋呉服店改築
- 清水寺本堂（1931年、静岡市清水区）国の登録有形文化財

- メッケル銅像台座（陸軍大学校内）
- 大倉男爵銅像台座
- 石清水八幡宮エジソン記念碑（1929年、京都府八幡市）
- 明石子午線標示柱[6]

## 著作
訳書
- 『フレッチャア建築史』岩波書店、1919年（齋藤茂三郎との共訳）
- 「建築と関係深き庭園」『建築学会パンフレット第3輯第13号』、1933年

## 家族
妻ヨシノは渡辺渡（東京帝国大学工科大学長）の三女で、渡辺仁の妹にあたる。子息の古宇田温も建築の道に進んだ。
弟に実業家の古宇田巌（東京帝大法科卒業後朝鮮商業銀行重役から佐賀炭鉱代表、甲子不動産専務などを務めた）、古宇田晶。相婿に加茂正雄。